# セスト・エドゥニーティ
セスト・エドゥニーティ（伊: Formigara）は、イタリア共和国ロンバルディア州クレモナ県にある、人口約3,200人の基礎自治体（コムーネ）。

## 地理

### 位置・広がり

#### 隣接コムーネ
隣接するコムーネは以下の通り。
- アックアネグラ・クレモネーゼ
- アンニッコ
- カステルヴェルデ
- クレモーナ
- グルメッロ・クレモネーゼ・エドゥニーティ
- パデルノ・ポンキエッリ
- スピナデスコ

### 気候分類・地震分類
気候分類では、zona E, 2389 GGに分類される。
また、イタリアの地震リスク階級 (it) では、zona 3 (sismicità bassa) に分類される。

## 行政

### 分離集落
セスト・エドゥニーティには、以下の分離集落（フラツィオーネ）がある。
- Baracchino, Bredalunga, Casanova del Morbasco, Cortetano, Luignano, Sesto Cremonese (capoluogo comunale)